# Pregunta abierta

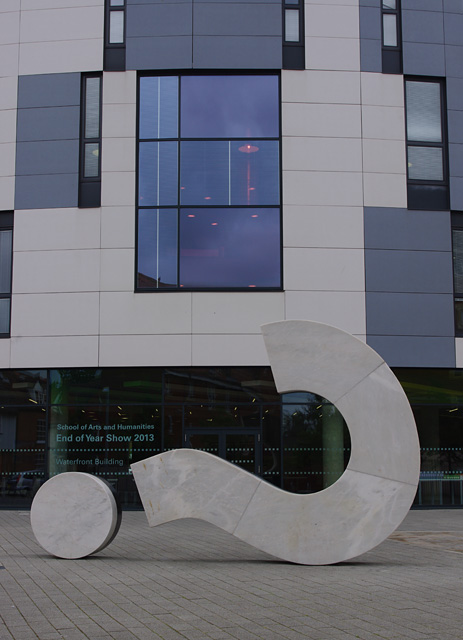
Escultura de un signo de interrogación. Un ejemplo de pregunta abierta sería ¿Qué significa para ti esta escultura?, mientras que una pregunta cerrada sería ¿Dónde se encuentra esta escultura?.

Una pregunta abierta es una pregunta que no se puede responder con un "sí" o un "no", ni con una respuesta estática (es decirː la contestación a una pregunta abierta puede variar dependiendo del momento en que se plantea). Lo opuesto son las preguntas cerradas, que exigen un “sí”/“no” o una respuesta breve.
A veces se emplea la locución "pregunta abierta" o "cuestión abierta" para referirse a algo que está sin resolver (acepción 6 que da la RAE al adjetivo abierto), ya sea un problema científico (por ejemplo, el problema del viajante) o político. Pero aunque "cuestión" es sinónimo de "pregunta", la expresión "cuestión abierta" se suele utilizar con un significado distinto a la de "pregunta abierta". 

## Ejemplos
Algunos ejemplos de preguntas abiertas son:
- Hábleme de su relación con su supervisor.
- ¿Cómo ves tu futuro?
- Dime algo de los niños de esta fotografía.
- ¿Cuál es el propósito del gobierno?
- ¿Por qué elegiste esa respuesta?

## En educación
La opinión generalizada en educación es que las preguntas abiertas son, en términos generales, "buenas" preguntas. Invitan a los estudiantes a dar respuestas más largas que demuestren que comprenden lo que se les pregunta (a una pregunta cerrada se puede contestar de memoria, sin entenderla). Son académicamente preferibles a las preguntas cerradas porque son mejores para discusiones o consultas, mientras que las preguntas cerradas sólo sirven para realizar pruebas.
Peter Worley sostiene que se trata de una suposición falsa. Basa esto en los argumentos centrales de que hay 2 tipos diferentes de preguntas abiertas y cerradas: gramaticales y conceptuales. Sostiene que los profesionales de la educación deberían plantear  preguntas «gramaticalmente cerradas, pero conceptualmente abiertas». Por ejemplo, en el lenguaje normal, «¿Es correcto mentir alguna vez?» se consideraría una pregunta cerrada: suscita una respuesta de sí o no. Es significativo, sin embargo, que sea conceptualmente abiertaː cualquier respuesta inicial de sí o no puede ser "abierta" por quien la planteó («¿Por qué piensas eso?», «¿Podría haber un ejemplo en el que ese no fuera el caso?»), invitando a dar detalles.
Este estilo de preguntas gramaticalmente cerradas pero cognitivamente abiertas, sostiene Worley, «les da [a los educadores] lo mejor de ambos mundos: la especificidad de una pregunta cerrada (esta, después de todo, es la razón por la que los profesores las usan) y el carácter atractivo y elaborador de las preguntas abiertas».Las preguntas cerradas simplemente requieren estrategias de "apertura" para garantizar que las preguntas conceptualmente abiertas puedan alcanzar su potencial educativo.
La distinción estructural y semántica de Worley entre preguntas abiertas y cerradas es parte integral de su invención pedagógica Open Questioning Mindset (estado mental de preguntas abiertas), u OQM. El OQM se refiere al desarrollo, en los educadores, de una actitud abierta hacia el proceso de aprendizaje y las preguntas en el centro de ese proceso (como en el método socrático). Es una mentalidad aplicable a todas las áreas temáticas y a todos los entornos pedagógicos. Los profesores que desarrollan una mentalidad de preguntas abiertas escuchan el contenido cognitivo de las contribuciones de los estudiantes y buscan formas de utilizar lo que se les responde (ya sea correcto, incorrecto, relevante o aparentemente irrelevante) para enseñar, tanto al alumno que ha respondido como a sus compañeros. El OQM fomenta un estilo de pedagogía que valora la investigación genuina en el aula. Proporciona a los profesores las herramientas para ir más allá de lo que Worley llama enseñanza de «adivina en qué estoy pensando», que se basa en preguntas cerradas y capciosas. 